# 16193 Ніккайзер
16193 Ніккайзер (16193 Nickaiser) — астероїд головного поясу, відкритий 4 січня 2000 року.
Тіссеранів параметр щодо Юпітера — 3,365.